# 노엘 웰스
노엘 웰스(Noël Wells, 1986년 12월 23일 ~ )는 미국의 배우, 코메디언이다.

## 출연 작품
- 우리, 운명일까? (2018)
- 인피니티 베이비 (2017)
- 미스터 루즈벨트 (2017)
- 더 인크레더블 제시카 제임스 (2017)
- 드림랜드 (2016)
- 마스터 오브 제로 시즌 1 (2015)